# غاز پازرد توندرا
غاز پازرد توندرا (نام علمی: Anser serrirostris) غازی است که در شمال سیبری زادآوری می‌کند. این غاز و غاز پازرد تایگا به عنوان گونه‌های جداگانه توسط انجمن پرنده‌شناسی آمریکا و اتحادیه بین‌المللی پرنده‌شناسان شناخته می‌شوند، اما توسط مقامات دیگر به عنوان یک گونه واحد در نظر گرفته می‌شوند (که در مجموع به آن غاز پازرد می‌گویند). مهاجر است و در جنوب آسیا زمستان را می‌گذراند. غاز پازرد تایگا و توندرا حدود ۲٫۵ میلیون سال پیش از هم جدا شدند و حدود ۶۰۰۰۰ سال پیش تماس پسین برقرار کردند که منجر به جریان گسترده ژن شد.

## پراکندگی
غاز پازرد توندرا هیچ مکان زمستانی منظمی ندارد، اما در گروه‌های کوچک در میان گونه‌های غاز خاکستری یافت می‌شود - از جمله منظم‌ترین مناطق می‌توان به WWT Slimbridge، گلاسترشر و Holkham Marshes، نورفک اشاره کرد.

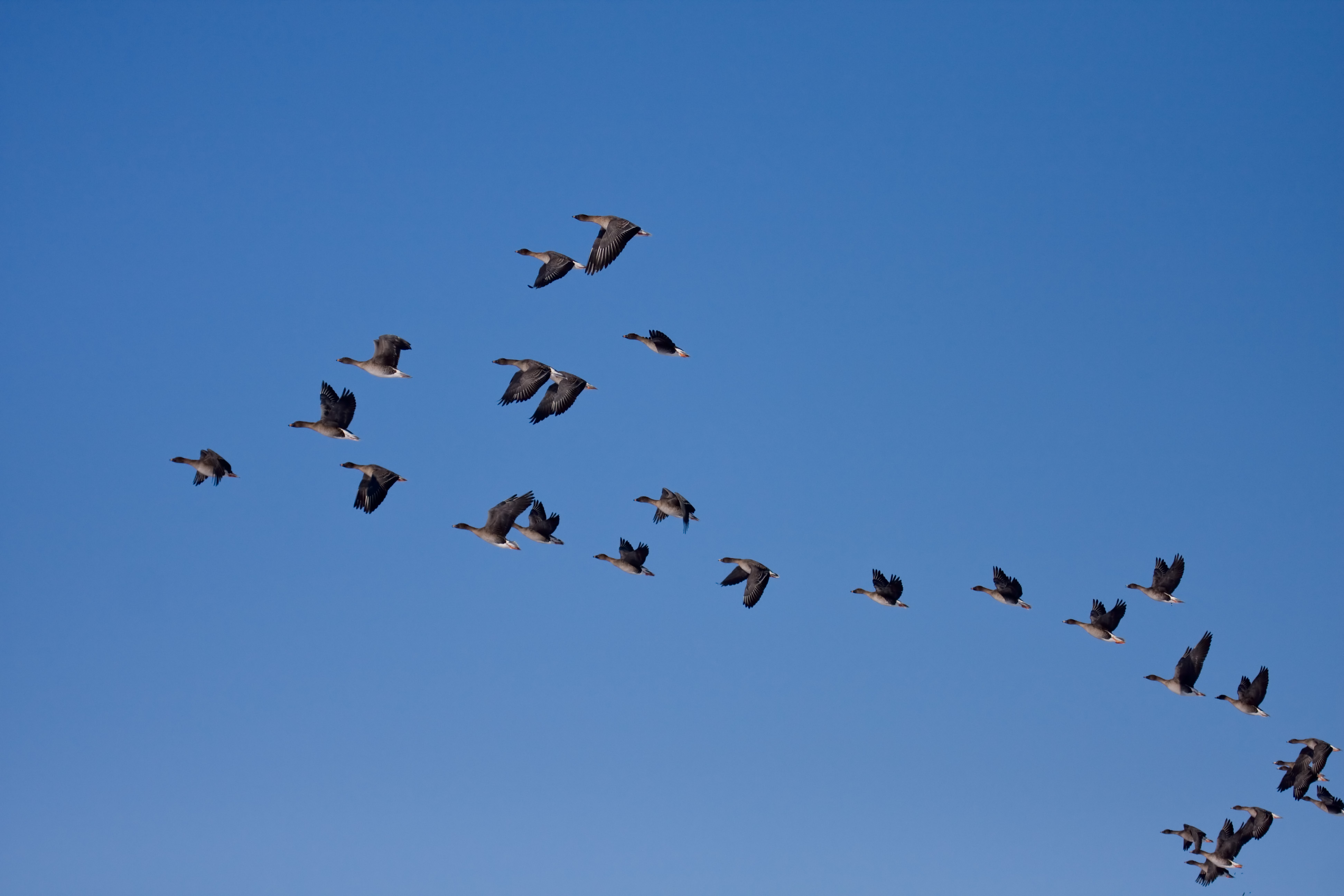
گله‌ای از غازهای پازرد توندرا